# Tom Farrell (długodystansowiec)
Thomas Farrell (ur. 23 marca 1991 w Carlisle) – brytyjski lekkoatleta specjalizujący się w biegach długodystansowych.
W 2013 roku został w Tampere młodzieżowym wicemistrzem Europy w biegu na 5000 metrów. W 2014 zajął 7. miejsce podczas igrzysk Wspólnoty Narodów w Glasgow.
Odpadł w eliminacjach biegu na 5000 metrów na igrzyskach olimpijskich w 2016 w Rio de Janeiro.
Startuje także w biegach przełajowych. W 2009 i 2010 bez większych sukcesów uczestniczył w mistrzostwach świata w biegach przełajowych. Uczestnik mistrzostw Europy w biegach przełajowych – w 2012 był czwarty indywidualnie oraz zdobył srebrny medal w drużynie seniorów, a rok później, wraz z kolegami z reprezentacji, stanął na najniższym stopniu podium. 
Rekordy życiowe: bieg na 5000 metrów – 13:10,48 (18 lipca 2015, Heusden). 

## Osiągnięcia
| Rok  | Impreza                                   | Miejsce        | Konkurencja         | Lokata      | Wynik    |
| ---- | ----------------------------------------- | -------------- | ------------------- | ----------- | -------- |
| 2009 | Mistrzostwa świata w biegach przełajowych | Amman          | bieg juniorów       | 58. miejsce | 26:13    |
| 2010 | Mistrzostwa świata w biegach przełajowych | Bydgoszcz      | bieg juniorów       | 50. miejsce | 24:33    |
| 2012 | Mistrzostwa Europy w biegach przełajowych | Budapeszt      | bieg seniorów       | 4. miejsce  | 30:14    |
| 2013 | Młodzieżowe mistrzostwa Europy            | Tampere        | bieg na 5000 metrów | 2. miejsce  | 14:19,94 |
| 2013 | Mistrzostwa Europy w biegach przełajowych | Belgrad        | bieg seniorów       | 12. miejsce | 29:59    |
| 2014 | Igrzyska Wspólnoty Narodów                | Glasgow        | bieg na 5000 metrów | 7. miejsce  | 13:23,96 |
| 2014 | Mistrzostwa Europy                        | Zurych         | bieg na 5000 metrów | 12. miejsce | 14:15,93 |
| 2015 | Mistrzostwa świata                        | Pekin          | bieg na 5000 metrów | 15. miejsce | 14:08,87 |
| 2016 | Halowe mistrzostwa świata                 | Portland       | bieg na 3000 metrów | eliminacje  | 7:59,77  |
| 2016 | Igrzyska olimpijskie                      | Rio de Janeiro | bieg na 5000 metrów | eliminacje  | 14:11,65 |